# Oberes Beierbachtal
Das Obere Beierbachtal ist ein vom Landratsamt Karlsruhe durch Verordnung vom 27. Januar 1987 ausgewiesenes Landschaftsschutzgebiet auf dem Gebiet der Stadt Ettlingen im Landkreis Karlsruhe.

## Lage und Beschreibung
Das 7,2 Hektar große Landschaftsschutzgebiet liegt nordöstlich des Stadtteils Schluttenbach im Tal des Beierbachs (Zufluss des Malscher Landgrabens). Es gehört zum Naturraum der Schwarzwald-Randplatten und ist Teil des FFH-Gebiets Wiesen und Wälder bei Ettlingen.
Das Gebiet zeichnet sich durch artenreiche Flachland-Mähwiesen aus, die beiderseits des jungen Beierbachs liegen. Der Bach selbst hat hier den Charakter eines Wiesenbachs, Gehölze sind nur vereinzelt vorhanden. Im Norden grenzt das Landschaftsschutzgebiet an einen geschlossenen Waldbestand an.